# Alekseï Kovaliov
Pour les articles homonymes, voir Kovaliov.
Temple de la renommée russe : 2014
Alekseï Viatcheslavovitch Kovaliov (en russe : Алексей Вячеславович Ковалёв, transcription anglaise : Alexei Kovalev ; ou Alex Kovalev est né le 24 février 1973 à Togliatti en Union soviétique aujourd'hui ville de Russie) est un joueur professionnel retraité de hockey sur glace. Il évolue au poste d'ailier droit. En 2006, il a été nommé capitaine de l'équipe de Russie aux Jeux olympiques de Turin.

## Biographie
Il a été repêché par les Rangers de New York lors du repêchage d'entrée dans la LNH 1991, à la 15e position du premier tour. Il est le premier joueur russe à avoir été repêché au premier tour. En 1992, avant ses débuts avec les Rangers, il est un des joueurs que le club est prêt à céder aux Nordiques de Québec pour acquérir Eric Lindros, mais un arbitre décide qu'un échange avait été auparavant conclu avec Philadelphie, qui devient la destination de Lindros.
Il a été un joueur clé de l'organisation des Rangers, notamment lors des séries éliminatoires de 1994 alors qu'il les aida à remporter la Coupe Stanley. Il a également porté les couleurs des Penguins de Pittsburgh et celles de l'équipe nationale russe.
En 2000-2001, Kovaliov connaît sa meilleure saison dans la LNH avec 95 points en 79 rencontres.
Le 20 décembre 2005, il marque son 300e but dans la LNH, et récolte son 700e point.
Le 26 octobre 2007, il joue son 1000e match dans la LNH, et récolte son 800e point à l'aide d'un lancer sur réception dans la partie supérieure du filet de Cam Ward, le gardien des Hurricanes de la Caroline. Le 30 décembre 2007, il porte le « C » de capitaine des Canadiens de Montréal par intérim car Saku Koivu ne prend pas part au match contre les Rangers de New York en raison d'une blessure.
Le 3 janvier 2008, il marque son 350e but dans la LNH dans un match opposant les Canadiens de Montréal au Lightning de Tampa Bay. Le 6 mars 2008, il obtient sa 500e mention d'assistance dans la LNH contre les Coyotes de Phoenix dans une victoire 4 buts à 2. Il récolte deux autres points (2 passes) dans ce match. Le 12 décembre 2009, il marque son 400e but contre les Hurricanes de la Caroline à la Place banque Scotia.
Le 17 mars 2008, il lance un coffret de deux DVD « Mes trucs et méthodes d'entraînement ». Le premier DVD aborde la technique sur la glace, le deuxième retrace sa vie hors de la glace. Le film intitulé « Mr KOVI » a été tourné en Russie et à Montréal. L'ensemble des profits sont destinés aux enfants malades.
Le 3 avril 2008, il porte à nouveau le « C » de capitaine par intérim. À 19 minutes et 18 secondes de la troisième période, il écope d'une pénalité de 2 minutes pour une charge envers Paul Gaustad et quitte la glace. Ne voulant partir de la rencontre, il donne son bâton à un partisan puis attend que le match se termine pour féliciter ses coéquipiers sur la glace. Il reporte le « C » durant la majeure partie de la série contre les Bruins de Boston, série au cours de laquelle il marque un but, après que le défenseur Zdeno Chara lui a fait perdre son casque protecteur, le long de la bande, le 17 avril 2008.
Il termine la saison avec 35 buts et 49 passes pour un total de 84 points et un total de 11 points lors des séries éliminatoires, sa deuxième meilleure saison dans la LNH. C'est ainsi qu'il aida les Canadiens de Montréal à se hisser au premier rang de l'association de l'Est, une première depuis leur dernière conquête de la Coupe Stanley. Cependant, le Canadien est éliminé en 5 match face aux Flyers de Philadelphie en quart de finale.
En septembre 2008, il reçoit le trophée Jean-Béliveau, trophée remis à chaque année au joueur des Canadiens qui s'est le plus investi dans un engagement communautaire.
Lors du deuxième match de la saison 2008-2009, il marque un but et son 200e point sous les couleurs des Canadiens contre les Maple Leafs de Toronto au cours d'une victoire de 6 à 1. Le 18 décembre, dans une partie contre les Flyers de Philadelphie, il marque un but qui porte son total à 900 points en carrière dans la LNH.
Il devient joueur autonome sans compensation le 1er juillet 2009. Il devait signer avec les Canadiens de Montréal, mais l'offre a été retirée alors qu'il prenait un temps de réflexion.[réf. nécessaire] Il souhaitait retourner à Montréal, mais son agent Scott Grennspun pensait qu'il pourrait obtenir plus de Bob Gainey.[réf. nécessaire] L'offre était alors de 10 millions de dollars pour deux ans, soit le même montant qu'il a finalement obtenu en signant pour les Sénateurs d'Ottawa le 6 juillet 2009.
Le 24 février 2011, il est échangé aux Penguins de Pittsburgh en retour de choix de septième tour au Repêchage d'entrée dans la LNH 2011 après une saison difficile avec les Sénateurs d'Ottawa.
En 2011, il signe à l'Atlant Mytichtchi dans la KHL
Après avoir disputé quatorze rencontres avec les Panthers de la Floride en 2012-2013, il signe, en juin 2013, avec le HC Viège, club de Ligue nationale B, la deuxième division suisse. Après une saison avec l'équipe, il annonce son retrait de la compétition. En mars 2016, il est nommé directeur sportif par ce même club haut-valaisan, reprenant un poste occupé auparavant par Gil Montandon et Scott Beattie,. Il renonce à ce mandat au terme de la saison 2016-2017.
Le 18 mai 2018, Alekseï Kovaliov est nommé entraîneur adjoint du HC Red Star Kunlun, une équipe de la KHL. Le 20 juillet 2020, il devient entraîneur-chef de l'équipe qu'il quitte un an plus tard, son contrat n'étant pas renouvelé.
Le 8 février 2019, il participe à la cérémonie du 25e anniversaire de la conquête de la Coupe Stanley de 1994 des Rangers de New York. Il a joué pour les Rangers de New York de 1992 à 1999 puis de 2003 à 2004.

## Autres sports
Kovaliov a joué au bandy en Russie et a aidé Québec Bandy à l'introduire dans la province.

## Transactions
- 22 juin 1991 : sélectionné à la 15e position au premier tour lors du repêchage de la LNH par les Rangers de New York.
- 25 novembre 1998 : échangé aux Penguins de Pittsburgh en compagnie de Harry York en retour de Petr Nedvěd, Sean Pronger et Chris Tamer ;
- 10 février 2003 : échangé aux Rangers de New York en compagnie de Janne Laukkanen, Dan LaCouture et Mike Wilson (en) en retour de Joël Bouchard, Rico Fata et Mikael Samuelsson ;
- 2 mars 2004 : échangé aux Canadiens de Montréal en retour de Jozef Balej et d'un choix de deuxième tour en 2004 (Bruce Graham) ;
- 6 juillet 2009 : signe un contrat de 2 ans comme agent libre avec les Sénateurs d'Ottawa[17] ;
- 24 février 2011 : échangé aux Penguins de Pittsburgh en retour d'un choix de 7e tour ;
- 18 janvier 2013 : signe à titre d'agent libre avec les Panthers de la Floride ;
- 10 juin 2013 : signe à titre d’agent libre avec le HC Viège.
- 3 juillet 2014 : annonce son retrait de la compétition.

## Statistiques
| Saison     | Équipe                 | Ligue      |       | Saison régulière | Saison régulière | Saison régulière | Saison régulière | Saison régulière |    | Séries éliminatoires | Séries éliminatoires | Séries éliminatoires | Séries éliminatoires | Séries éliminatoires |
| Saison     | Équipe                 | Ligue      | PJ    | B                | A                | Pts              | Pun              | PJ               | B  | A                    | Pts                  | Pun                  |                      |                      |
| 1989-1990  | HK Dinamo Moscou       | URSS       | 1     | 0                | 0                | 0                | 0                | -                | -  | -                    | -                    | -                    |                      |                      |
| 1990-1991  | HK Dinamo Moscou       | URSS       | 18    | 1                | 2                | 3                | 4                | -                | -  | -                    | -                    | -                    |                      |                      |
| 1991-1992  | HK Dinamo Moscou       | CEI        | 26    | 16               | 8                | 24               | 16               | -                | -  | -                    | -                    | -                    |                      |                      |
| 1992-1993  | Rangers de Binghamton  | LAH        | 13    | 13               | 11               | 24               | 35               | 9                | 3  | 5                    | 8                    | 14                   |                      |                      |
| 1992-1993  | Rangers de New York    | LNH        | 65    | 20               | 18               | 38               | 79               | -                | -  | -                    | -                    | -                    |                      |                      |
| 1993-1994  | Rangers de New York    | LNH        | 76    | 23               | 33               | 56               | 154              | 23               | 9  | 12                   | 21                   | 18                   |                      |                      |
| 1994-1995  | Lada Togliatti         | LIH        | 12    | 8                | 8                | 16               | 49               | -                | -  | -                    | -                    | -                    |                      |                      |
| 1994-1995  | Rangers de New York    | LNH        | 48    | 13               | 15               | 28               | 30               | 10               | 4  | 7                    | 11                   | 10                   |                      |                      |
| 1995-1996  | Rangers de New York    | LNH        | 81    | 24               | 34               | 58               | 98               | 11               | 3  | 4                    | 7                    | 14                   |                      |                      |
| 1996-1997  | Rangers de New York    | LNH        | 45    | 13               | 22               | 35               | 42               | -                | -  | -                    | -                    | -                    |                      |                      |
| 1997-1998  | Rangers de New York    | LNH        | 73    | 23               | 30               | 53               | 44               | -                | -  | -                    | -                    | -                    |                      |                      |
| 1998-1999  | Rangers de New York    | LNH        | 14    | 3                | 4                | 7                | 12               | -                | -  | -                    | -                    | -                    |                      |                      |
| 1998-1999  | Penguins de Pittsburgh | LNH        | 63    | 20               | 26               | 46               | 37               | 10               | 5  | 7                    | 12                   | 14                   |                      |                      |
| 1999-2000  | Penguins de Pittsburgh | LNH        | 82    | 26               | 40               | 66               | 94               | 11               | 1  | 5                    | 6                    | 10                   |                      |                      |
| 2000-2001  | Penguins de Pittsburgh | LNH        | 79    | 44               | 51               | 95               | 96               | 18               | 5  | 5                    | 10                   | 16                   |                      |                      |
| 2001-2002  | Penguins de Pittsburgh | LNH        | 67    | 32               | 44               | 76               | 80               | -                | -  | -                    | -                    | -                    |                      |                      |
| 2002-2003  | Penguins de Pittsburgh | LNH        | 54    | 27               | 37               | 64               | 50               | -                | -  | -                    | -                    | -                    |                      |                      |
| 2002-2003  | Rangers de New York    | LNH        | 24    | 10               | 3                | 13               | 20               | -                | -  | -                    | -                    | -                    |                      |                      |
| 2003-2004  | Rangers de New York    | LNH        | 66    | 13               | 29               | 42               | 54               | -                | -  | -                    | -                    | -                    |                      |                      |
| 2003-2004  | Canadiens de Montréal  | LNH        | 12    | 1                | 2                | 3                | 12               | 11               | 6  | 4                    | 10                   | 8                    |                      |                      |
| 2004-2005  | Ak Bars Kazan          | Superliga  | 35    | 10               | 13               | 23               | 80               | 4                | 0  | 0                    | 0                    | 8                    |                      |                      |
| 2005-2006  | Canadiens de Montréal  | LNH        | 69    | 23               | 42               | 65               | 76               | 6                | 4  | 3                    | 7                    | 4                    |                      |                      |
| 2006-2007  | Canadiens de Montréal  | LNH        | 73    | 18               | 29               | 47               | 78               | -                | -  | -                    | -                    | -                    |                      |                      |
| 2007-2008  | Canadiens de Montréal  | LNH        | 82    | 35               | 49               | 84               | 70               | 12               | 5  | 6                    | 11                   | 6                    |                      |                      |
| 2008-2009  | Canadiens de Montréal  | LNH        | 78    | 26               | 39               | 65               | 74               | 4                | 2  | 1                    | 3                    | 2                    |                      |                      |
| 2009-2010  | Sénateurs d'Ottawa     | LNH        | 77    | 18               | 31               | 49               | 54               | -                | -  | -                    | -                    | -                    |                      |                      |
| 2010-2011  | Sénateurs d'Ottawa     | LNH        | 54    | 14               | 13               | 27               | 28               | -                | -  | -                    | -                    | -                    |                      |                      |
| 2010-2011  | Penguins de Pittsburgh | LNH        | 20    | 2                | 5                | 7                | 16               | 7                | 1  | 1                    | 2                    | 10                   |                      |                      |
| 2011-2012  | Atlant Mytichtchi      | KHL        | 22    | 1                | 5                | 6                | 16               | -                | -  | -                    | -                    | -                    |                      |                      |
| 2012-2013  | Panthers de la Floride | LNH        | 14    | 2                | 3                | 5                | 6                | -                | -  | -                    | -                    | -                    |                      |                      |
| 2013-2014  | HC Viège               | LNB        | 44    | 22               | 30               | 52               | 82               | 15               | 7  | 10                   | 17                   | 43                   |                      |                      |
| 2016-2017  | HC Viège               | LNB        | 11    | 3                | 7                | 10               | 24               | -                | -  | -                    | -                    | -                    |                      |                      |
| Totaux LNH | Totaux LNH             | Totaux LNH | 1 316 | 430              | 599              | 1 029            | 1 304            | 123              | 45 | 55                   | 100                  | 114                  |                      |                      |

| Année | Équipe         | Compétition                  |   | PJ | B | A  | Pts | Pun                |  | Résultat |
| 1990  | URSS -18 ans   | Championnat d'Europe -18 ans | 6 | 4  | 3 | 7  | 6   | Médaille d'argent  |  |          |
| 1991  | URSS -18 ans   | Championnat d'Europe -18 ans | 6 | 8  | 3 | 11 | 22  | Médaille d'argent  |  |          |
| 1992  | CEI -20 ans    | Championnat du monde -20 ans | 7 | 5  | 5 | 10 | 2   | Médaille d'or      |  |          |
| 1992  | Équipe unifiée | Jeux olympiques              | 8 | 1  | 2 | 3  | 14  | Médaille d'or      |  |          |
| 1992  | Russie         | Championnat du monde         | 6 | 0  | 1 | 1  | 0   | 5e place           |  |          |
| 1996  | Russie         | Coupe du monde               | 4 | 2  | 1 | 3  | 8   | Demi-finale        |  |          |
| 1998  | Russie         | Championnat du monde         | 6 | 5  | 2 | 7  | 14  | 5e place           |  |          |
| 2002  | Russie         | Jeux olympiques              | 6 | 3  | 1 | 4  | 4   | Médaille de bronze |  |          |
| 2004  | Russie         | Coupe du monde               | 4 | 2  | 1 | 3  | 4   | Quart-de-finale    |  |          |
| 2006  | Russie         | Jeux olympiques              | 8 | 4  | 2 | 6  | 4   | 4e place           |  |          |
| 2005  | Russie         | Championnat du monde         | 9 | 3  | 4 | 7  | 16  | Médaille de bronze |  |          |

## Récompenses
- Vice-champion d'Europe des moins de 18 ans avec l’URSS en 1990 et 1991.
- Champion du monde des moins de 20 ans avec la CEI en 1992.
- Champion olympique avec l’Équipe unifiée en 1992.
- Vainqueur de la Coupe Stanley avec les Rangers de New York lors de la saison 1993-1994.
- Invité au Match des étoiles de la LNH de 2001.
- Médaillé de bronze olympique avec la Russie en 2002
- Invité au Match des étoiles de la LNH de 2003.
- Médaillé de bronze avec la Russie au championnat du monde en 2005
- Nommé meilleur attaquant du championnat du monde en 2005.
- Récipiendaire de la coupe Molson pour la saison 2007-2008.
- Élu dans la deuxième équipe d'étoiles de la LNH en juin 2008.
- Récipiendaire du trophée Jean-Béliveau pour la saison 2007-2008.
- Capitaine de la formation de l'Est au Match des étoiles de la LNH de 2009.
- Joueur par excellence au Match des étoiles de la LNH de 2009.
- Champion de Suisse de deuxième division avec le HC Viège lors de la saison 2013-2014.